# Viaduc de la Digoine
Le viaduc de la Digoine est un pont ferroviaire français franchissant la Drée – ou Digoine – entre Morlet et Tintry, en Saône-et-Loire. Long d'environ 425 mètres, ce pont en poutre-caisson achevé en 1979 et mis en service en 1981 porte la LGV Sud-Est.